# Kris Humphries
Kris Nathan Humphries, född 6 februari 1985 i Minneapolis i Minnesota, är en amerikansk basketspelare.
Humphries spelade i NBA från 2004 till 2017.
I augusti 2011 gifte sig Humphries med Kim Kardashian. Hon ansökte om skilsmässa efter 72 dagar. I juni 2013 var skilsmässan klar.

## Lag
- Utah Jazz (2004–2006)
- Toronto Raptors (2006–2009)
- Dallas Mavericks (2009–2010)
- New Jersey/Brooklyn Nets (2010–2013)
- Boston Celtics (2013–2014)
- Washington Wizards (2014–2016)
- Phoenix Suns (2016)
- Atlanta Hawks (2016–2017)